# Goralé

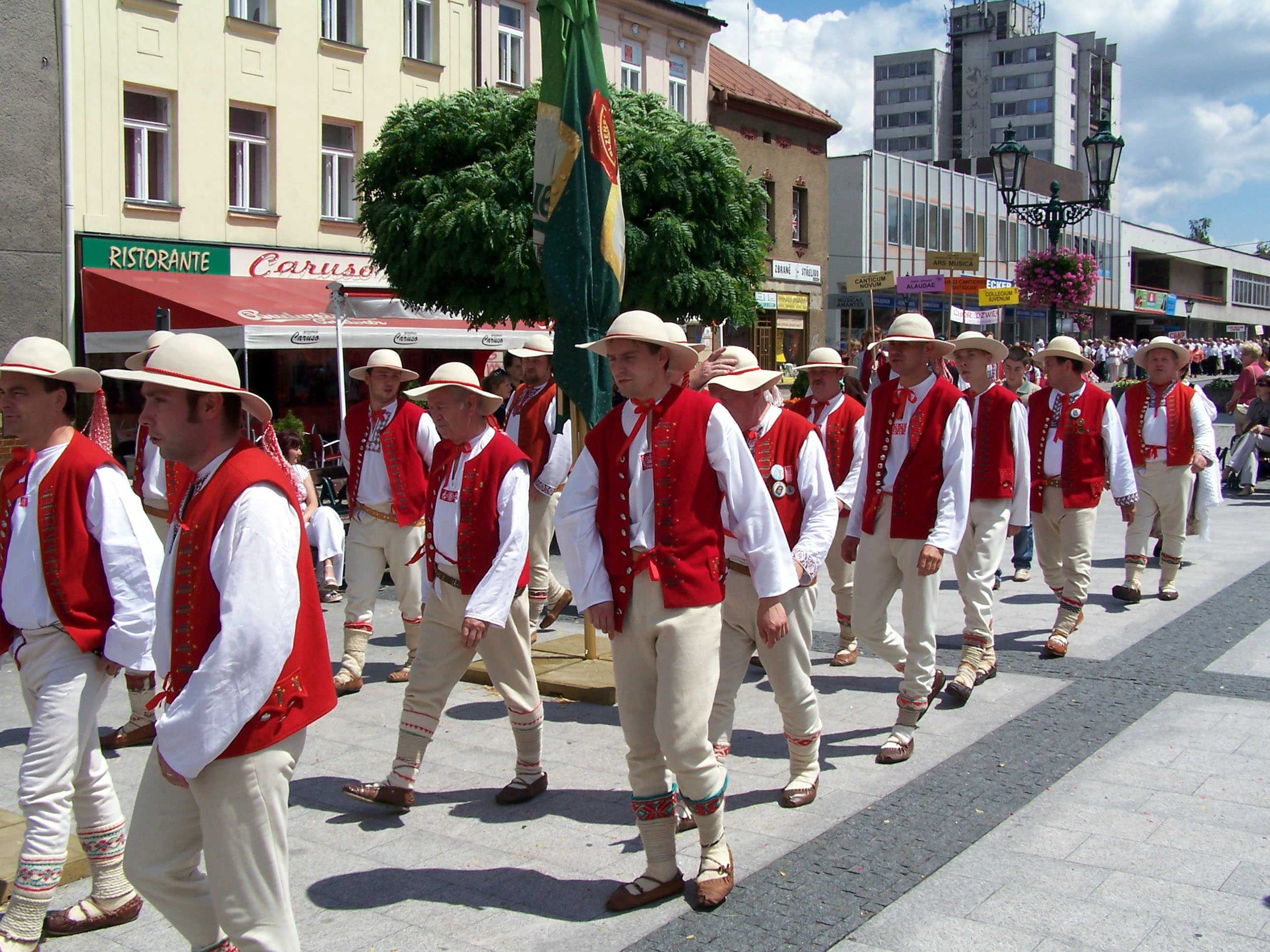
Polský goralský mužský sbor z Jablunkova

Goralé (polsky Górale; těšínským nářečím Gorole; slovensky Gorali nebo i starší Horali; tj. „horalé“, přičemž uvedené názvy se píší v některých zdrojích velkým, v jiných malým počátečním písmenem) jsou obyvatelé hornatých oblastí jižního Polska, severního Slovenska a severovýchodního Česka (Těšínsko). Ve svém širším vymezení však žijí také v Bukovině na západní Ukrajině a v severním Rumunsku. Je to tak etnická skupina žijící podél severního karpatského oblouku.
Goralové mluví goralskými dialekty, které jsou polského původu s příměsí slovenštiny a rumunštiny a také albánštiny. Kulturně jsou spříznění hlavně s Lemky, Huculy a Bojky.

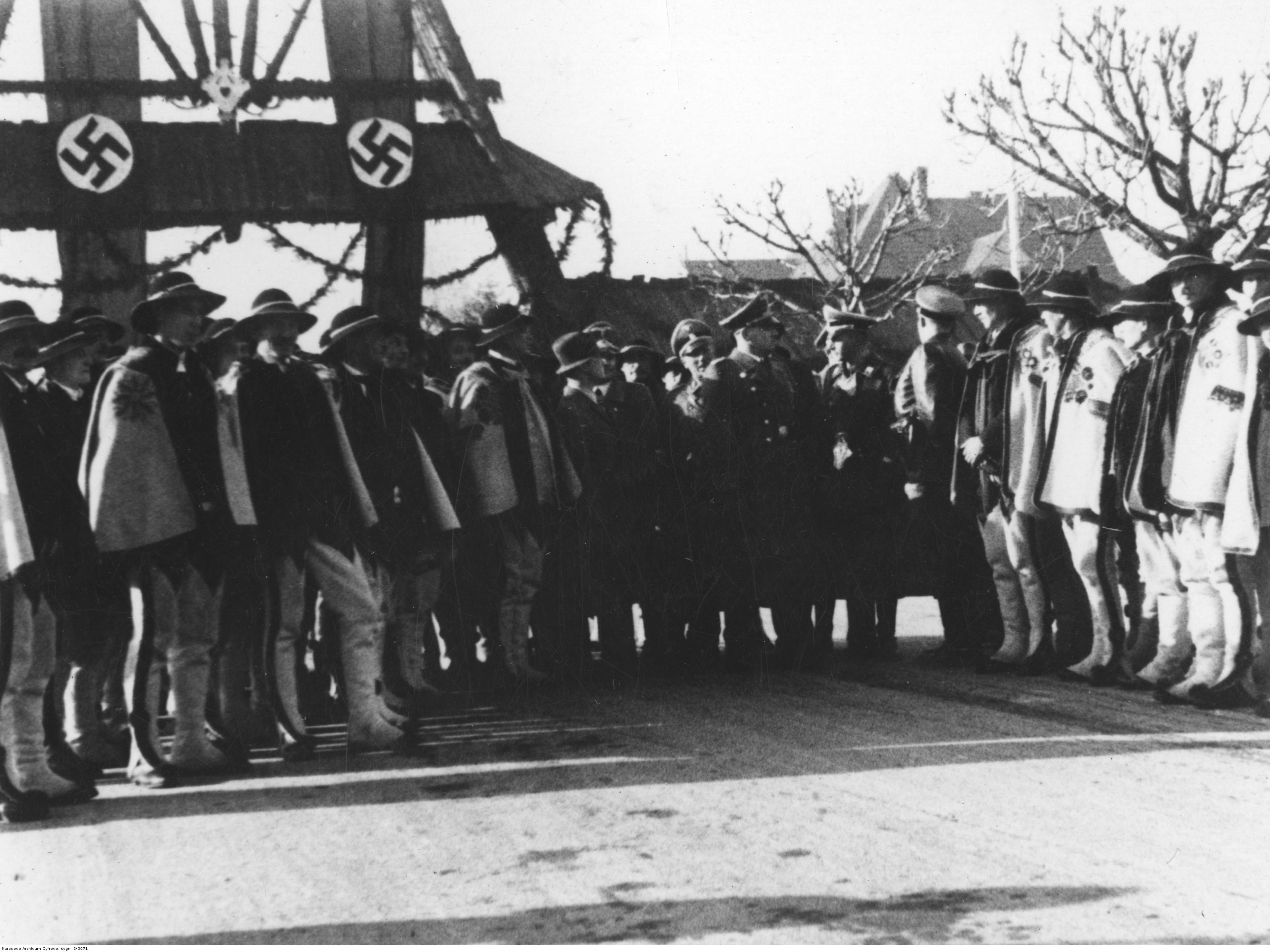
Návštěva Hanse Franka v Zakopaném v listopadu 1939

Poláky uváděný údajný polský původ a národní charakter Goralů sloužil jako základ polských územních požadavků v československo-polských pohraničních sporech, zejména na Oravě a Spiši. Podobným způsobem se snažili využít Goraly Němci v době druhé světové války a tvrdili, že Goralé jsou německého původu (tzv. Goralenvolk).

## Odkazy

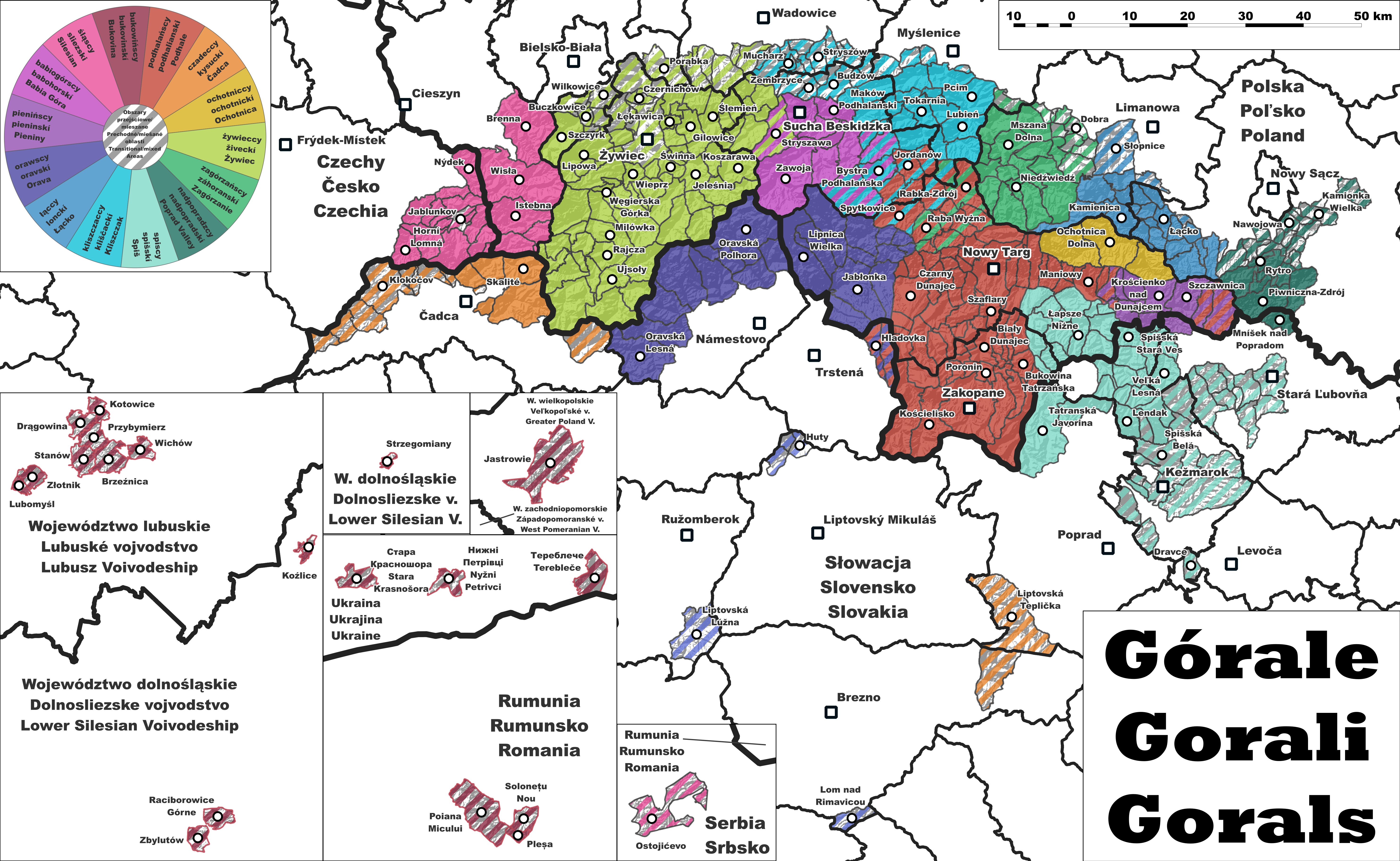
Mapa osídlení goralských skupin